# Canarium vanikoroense
Canarium vanikoroense är en tvåhjärtbladig växtart som beskrevs av Leenh.. Canarium vanikoroense ingår i släktet Canarium och familjen Burseraceae. Inga underarter finns listade i Catalogue of Life.